# 김명정
김명정은 대한민국의 아나운서이다. SPOTV채널 전 종목 스포츠 캐스터를 이끌고 있다.
2018-19 반포 세빛섬에서 진행된 챔피언스리그 결승전을 비롯해 NBA 등 인기 구기 종목 모두를 생동감 넘치게 중계한다.
가성이 아닌 진성의 하이톤 샤우팅이 매력 포인트이며, 남다른 발성과 차별화된 센스있는 멘트로 시청자들에게 '명정좌, 명정갑, 갓명정' 친근함의 표현인 '명정이형'으로 불린다. 순간 캡쳐 시 입모양이 자주 뽀뽀 모양으로 되어서 SBS '박선영 아나운서'에 이은 '뽀뽀남'으로 불린다.